# … und führe uns nicht in Versuchung (1957)
… und führe uns nicht in Versuchung ist ein deutsches Kinomelodram aus dem Jahre 1957 von Rolf Hansen mit Heidemarie Hatheyer, Gerhard Riedmann und Johanna Matz in den Hauptrollen. Der Film entstand nach Ödön von Horváths Stück „Der jüngste Tag“.

## Handlung
Stationsvorsteher Hudetz ist unglücklich verheiratet. Seine 13 Jahre ältere Gattin Else quält ihn mit ihrer Eifersucht. Immer glaubt sie, dass ihr schmucker Gatte ihr untreu werden könnte, sobald er nicht in ihrer Sichtweite ist. Hudetz hat nebenbei ein Ingenieursstudium begonnen, da dies auch für ihn eine Flucht aus seiner beengten, kleinen Welt bedeutet, in der seine nörgelige Frau ihm die Luft zum Atmen abschnürt. Er hat in der Vergangenheit viel durchgemacht. „Von der Schule in den Krieg, vom Krieg ins Lager, vom Lager in deine Gefangenschaft – nie war ich mein eigener Herr“, wirft er Else vor. Die logische Konsequenz ist: Er fordert „Gib mich frei“. Doch Else denkt gar nicht daran, sie will Hudetz keinesfalls verlieren.
Annerl ist eine Generation jünger als Else, ein liebenswertes, braves Mädel, das der genaue Gegenentwurf zu Hudetzens Else ist. Annerl liebt Hudetz aufrichtig und will ihn unbedingt für sich erobern. Einmal ist Hudetz von ihren „Nachstellungen“ derart abgelenkt, dass er seine verantwortungsvolle Aufgabe am Bahnhof vernachlässigt. Prompt kommt es zur Katastrophe: Hudetz vergisst, die Signale umzustellen, woraufhin ein Personenzug vorbeirast und mit einem entgegenkommenden Güterzug zusammenstößt. In Panik verändert Hudetz nachträglich die Signalstellung, um nicht für das Unglück in Haft genommen zu werden. Doch man macht ihm den Prozess. Da man Hudetz vor Gericht nichts nachweisen kann, wird er im Verfahren aus Mangel an Beweisen freigesprochen. Annerl sagte zu seinen Gunsten aus, und auch ein Kriegskamerad, der alte Baron von Hausen, glaubt fest an seine Unschuld. Lediglich die vor Eifersucht kochende Else belastete ihren Mann. Glaubt sie, ihn so auf ewig an sich binden zu können?
Hudetz will jetzt nur noch fort: Fort von dem Bahnhof mit den Gleisen, fort von dem Besitzanspruch der ungeliebten, keifenden Gattin. Und so begibt sich Hudetz in die nächstgroße Stadt, wo er im Ersatzteillager der Bundesbahn zu arbeiten beginnt. Else will ihn zurück und zwar um jeden Preis. Zwischen den beiden kommt es zu einem letzten großen Disput, dann stirbt sie überraschend. Da sie herzkrank war, nimmt man an, dass ihr Tod natürlichen Ursprungs war. Else Hudetz hinterlässt einen Brief, der an die Justiz gerichtet ist. In ihm widerruft sie ihre im Prozess abgegebene belastende Aussage gegen ihren Gatten. Hudetz und seine Annerl könnten nun endlich glücklich werden, doch es nagt an beiden ein diffuses Gefühl der Schuld am Ableben Elses. Sie glauben, dass sie angesichts der Ereignisse der Vergangenheit das Anrecht auf ein glückliches Leben zu zweit verwirkt haben. Annerl und Hudetz heiraten zwar, dann aber begeben sie sich zum Staatsanwalt, um eine wie auch immer geartete Schuld anzuzeigen.

## Produktionsnotizen
Der Film entstand im Juli und August in und um Bozen (Südtirol) sowie in den CCC-Filmstudios von Berlin-Spandau. Die Uraufführung erfolgte am 31. Oktober 1957 in Mönchengladbach.
Herbert Uhlich übernahm die Produktionsleitung. Die Filmbauten stammen von den Brüdern Robert Herlth und Kurt Herlth.

## Kritiken
In Der Spiegel war zu lesen: „Regisseur Rolf Hansen (‚Das letzte Rezept‘) müht sich gewaltsam um den Nachweis, daß Böses fortzeugend Böses gebärt. Indes zeigt sich der herbeigelogene Stoff jeglicher Problematik bar, und der Schauplatz weist den Film vollends als das aus, was er nicht zu sein vorgibt: ein mühsam kaschiertes Exemplar der Gattung ‚Heimatfilm‘.“
Der Filmdienst urteilte: „Die Regie verflacht die literarische Vorlage Ödön von Horváths, ein sozialkritisches Gewissensdrama, zum larmoyanten Melodram in der Manier des deutschen Problemfilms der 50er Jahre.“